# 여와
여와(女媧)는 중국 신화에서 인간을 창조한 것으로 알려진 여신이다. 복희와 남매로 구전된다. 뱀모양의 복회와 여와가 서로의 꼬리를 틀고 있는 모습이 화상석(畵像石) 등에 새겨져 있다. 여와(女媧)라는 단어는 여성 여신(女神)을 나타내는 단어이기도 하다.
회남자(淮南子)에 따르면, 태고 하늘에 4개의 기둥이 부러지자, 대지는 갈라지고 화재와 홍수가 발생했다. 맹수와 괴조(怪鳥)가 횡행하여 사람들을 괴롭혔는데, 이때 여와가 5색으로 빛나는 돌을 녹여 하늘의 구멍 뚫린 부분을 메웠다고 서술되어 있다.
풍속통의(風俗通義)에는 여와가 황토로 사람을 만들고, 결혼 제도를 만든 것으로 서술하고 있다. 여와의 사당에 가서 빌면 결혼도 할 수 있고 자식도 낳을 수 있다는 믿음이 있다고 한다.
복희여와도는 천지창조 신화에 등장하는 남신 복희와 여신 여와를 주제로 한 그림이다. 한(漢)나라 때의 돌에 새긴 그림, 당(唐)나라 때의 채색한 비단 그림, 아스타나 무덤에서 발견된다. 복희와 여와는 상반신은 사람 모습을 하고, 각각 손에는 창조의 상징물인 구부러진 자(曲尺)와 컴퍼스를 들고 있다. 몸을 꼬고 있는 모습은 세상의 조화와 만물의 생성이 초래됨을 나타내고 있다.
남신 복희와 여신 여와의 모티프는 인도나 서아시아의 메소포타미아에서도 발견되고 있다. 복희, 여와라는 테마가 중국이 아닌 남방 문화에 의해 형성되어 중국으로 전래되었다는 학설도 있다. 중국의 소수 민족들도 여와를 신으로 모시는 풍습이 있다. 투르판 아스타나(阿斯塔那)의 묘실 천정에 부착되어 있었던 복희 여와도는 중국 내륙에서도 출토된 예가 없다.
복희와 여와의 이야기는 세계 곳곳의 인간 탄생 신화와 유사한 구조를 가지고 있다. 여와가 흙으로 사람을 빚어낸다는 이야기는 그리스 로마 신화의 프로메테우스가 강물에 흙을 반죽해 사람을 만들었다는 내용, 성경에서 야훼가 진흙으로 사람을 만들고 코에 생명의 입김을 불어넣었다고 한 내용과 닮아 있다. 홍수 이야기는 그리스 로마 신화의 데우칼리온 부부 이야기, 성경에서의 노아의 방주 이야기와 닮아 있다. 여와 신화는 실제 역사라기보다는 신화로 이해되고 있다.

## 같이 보기
- 남무
- 복희

| 전임 - | 중국의 임금(帝) |  |